# Acrocercops habroscia
Acrocercops habroscia är en fjärilsart som beskrevs av Edward Meyrick 1921. Acrocercops habroscia ingår i släktet Acrocercops och familjen styltmalar.
Artens utbredningsområde är Fiji. Inga underarter finns listade i Catalogue of Life.